# Tichy
Tichy – czeskie nazwisko. Na początku lat 90. XX wieku nosiły je w Polsce 33 osoby
osoby o tym nazwisku:
- Jan Tichy
- Karol Tichy
- Rafał Tichy

postacie fikcyjne:
- Ijon Tichy – postać literacka